# 1719
Portal Geschichte | Portal Biografien | Aktuelle Ereignisse | Jahreskalender | Tagesartikel

◄ |
17. Jahrhundert |
18. Jahrhundert
| 19. Jahrhundert | ►

◄ |
1680er |
1690er |
1700er |
1710er
| 1720er | 1730er | 1740er | ►

◄◄ |
◄ |
1715 |
1716 |
1717 |
1718 |
1719
| 1720 | 1721 | 1722 | 1723 | ► | ►►
Staatsoberhäupter  · Nekrolog   · Musikjahr
| Januar | Januar | Januar | Januar | Januar | Januar | Januar | Januar |
| Kw     | Mo     | Di     | Mi     | Do     | Fr     | Sa     | So     |
| ------ | ------ | ------ | ------ | ------ | ------ | ------ | ------ |
| 52     |        |        |        |        |        |        | 1      |
| 1      | 2      | 3      | 4      | 5      | 6      | 7      | 8      |
| 2      | 9      | 10     | 11     | 12     | 13     | 14     | 15     |
| 3      | 16     | 17     | 18     | 19     | 20     | 21     | 22     |
| 4      | 23     | 24     | 25     | 26     | 27     | 28     | 29     |
| 5      | 30     | 31     |        |        |        |        |        |

| Februar | Februar | Februar | Februar | Februar | Februar | Februar | Februar |
| Kw      | Mo      | Di      | Mi      | Do      | Fr      | Sa      | So      |
| ------- | ------- | ------- | ------- | ------- | ------- | ------- | ------- |
| 5       |         |         | 1       | 2       | 3       | 4       | 5       |
| 6       | 6       | 7       | 8       | 9       | 10      | 11      | 12      |
| 7       | 13      | 14      | 15      | 16      | 17      | 18      | 19      |
| 8       | 20      | 21      | 22      | 23      | 24      | 25      | 26      |
| 9       | 27      | 28      |         |         |         |         |         |

| März | März | März | März | März | März | März | März |
| Kw   | Mo   | Di   | Mi   | Do   | Fr   | Sa   | So   |
| ---- | ---- | ---- | ---- | ---- | ---- | ---- | ---- |
| 9    |      |      | 1    | 2    | 3    | 4    | 5    |
| 10   | 6    | 7    | 8    | 9    | 10   | 11   | 12   |
| 11   | 13   | 14   | 15   | 16   | 17   | 18   | 19   |
| 12   | 20   | 21   | 22   | 23   | 24   | 25   | 26   |
| 13   | 27   | 28   | 29   | 30   | 31   |      |      |

| April | April | April | April | April | April | April | April |
| Kw    | Mo    | Di    | Mi    | Do    | Fr    | Sa    | So    |
| ----- | ----- | ----- | ----- | ----- | ----- | ----- | ----- |
| 13    |       |       |       |       |       | 1     | 2     |
| 14    | 3     | 4     | 5     | 6     | 7     | 8     | 9     |
| 15    | 10    | 11    | 12    | 13    | 14    | 15    | 16    |
| 16    | 17    | 18    | 19    | 20    | 21    | 22    | 23    |
| 17    | 24    | 25    | 26    | 27    | 28    | 29    | 30    |

| Mai | Mai | Mai | Mai | Mai | Mai | Mai | Mai |
| Kw  | Mo  | Di  | Mi  | Do  | Fr  | Sa  | So  |
| --- | --- | --- | --- | --- | --- | --- | --- |
| 18  | 1   | 2   | 3   | 4   | 5   | 6   | 7   |
| 19  | 8   | 9   | 10  | 11  | 12  | 13  | 14  |
| 20  | 15  | 16  | 17  | 18  | 19  | 20  | 21  |
| 21  | 22  | 23  | 24  | 25  | 26  | 27  | 28  |
| 22  | 29  | 30  | 31  |     |     |     |     |

| Juni | Juni | Juni | Juni | Juni | Juni | Juni | Juni |
| Kw   | Mo   | Di   | Mi   | Do   | Fr   | Sa   | So   |
| ---- | ---- | ---- | ---- | ---- | ---- | ---- | ---- |
| 22   |      |      |      | 1    | 2    | 3    | 4    |
| 23   | 5    | 6    | 7    | 8    | 9    | 10   | 11   |
| 24   | 12   | 13   | 14   | 15   | 16   | 17   | 18   |
| 25   | 19   | 20   | 21   | 22   | 23   | 24   | 25   |
| 26   | 26   | 27   | 28   | 29   | 30   |      |      |

| Juli | Juli | Juli | Juli | Juli | Juli | Juli | Juli |
| Kw   | Mo   | Di   | Mi   | Do   | Fr   | Sa   | So   |
| ---- | ---- | ---- | ---- | ---- | ---- | ---- | ---- |
| 26   |      |      |      |      |      | 1    | 2    |
| 27   | 3    | 4    | 5    | 6    | 7    | 8    | 9    |
| 28   | 10   | 11   | 12   | 13   | 14   | 15   | 16   |
| 29   | 17   | 18   | 19   | 20   | 21   | 22   | 23   |
| 30   | 24   | 25   | 26   | 27   | 28   | 29   | 30   |
| 31   | 31   |      |      |      |      |      |      |

| August | August | August | August | August | August | August | August |
| Kw     | Mo     | Di     | Mi     | Do     | Fr     | Sa     | So     |
| ------ | ------ | ------ | ------ | ------ | ------ | ------ | ------ |
| 31     |        | 1      | 2      | 3      | 4      | 5      | 6      |
| 32     | 7      | 8      | 9      | 10     | 11     | 12     | 13     |
| 33     | 14     | 15     | 16     | 17     | 18     | 19     | 20     |
| 34     | 21     | 22     | 23     | 24     | 25     | 26     | 27     |
| 35     | 28     | 29     | 30     | 31     |        |        |        |

| September | September | September | September | September | September | September | September |
| Kw        | Mo        | Di        | Mi        | Do        | Fr        | Sa        | So        |
| --------- | --------- | --------- | --------- | --------- | --------- | --------- | --------- |
| 35        |           |           |           |           | 1         | 2         | 3         |
| 36        | 4         | 5         | 6         | 7         | 8         | 9         | 10        |
| 37        | 11        | 12        | 13        | 14        | 15        | 16        | 17        |
| 38        | 18        | 19        | 20        | 21        | 22        | 23        | 24        |
| 39        | 25        | 26        | 27        | 28        | 29        | 30        |           |

| Oktober | Oktober | Oktober | Oktober | Oktober | Oktober | Oktober | Oktober |
| Kw      | Mo      | Di      | Mi      | Do      | Fr      | Sa      | So      |
| ------- | ------- | ------- | ------- | ------- | ------- | ------- | ------- |
| 39      |         |         |         |         |         |         | 1       |
| 40      | 2       | 3       | 4       | 5       | 6       | 7       | 8       |
| 41      | 9       | 10      | 11      | 12      | 13      | 14      | 15      |
| 42      | 16      | 17      | 18      | 19      | 20      | 21      | 22      |
| 43      | 23      | 24      | 25      | 26      | 27      | 28      | 29      |
| 44      | 30      | 31      |         |         |         |         |         |

| November | November | November | November | November | November | November | November |
| Kw       | Mo       | Di       | Mi       | Do       | Fr       | Sa       | So       |
| -------- | -------- | -------- | -------- | -------- | -------- | -------- | -------- |
| 44       |          |          | 1        | 2        | 3        | 4        | 5        |
| 45       | 6        | 7        | 8        | 9        | 10       | 11       | 12       |
| 46       | 13       | 14       | 15       | 16       | 17       | 18       | 19       |
| 47       | 20       | 21       | 22       | 23       | 24       | 25       | 26       |
| 48       | 27       | 28       | 29       | 30       |          |          |          |

| Dezember | Dezember | Dezember | Dezember | Dezember | Dezember | Dezember | Dezember |
| Kw       | Mo       | Di       | Mi       | Do       | Fr       | Sa       | So       |
| -------- | -------- | -------- | -------- | -------- | -------- | -------- | -------- |
| 48       |          |          |          |          | 1        | 2        | 3        |
| 49       | 4        | 5        | 6        | 7        | 8        | 9        | 10       |
| 50       | 11       | 12       | 13       | 14       | 15       | 16       | 17       |
| 51       | 18       | 19       | 20       | 21       | 22       | 23       | 24       |
| 52       | 25       | 26       | 27       | 28       | 29       | 30       | 31       |

| Januar | Januar | Januar | Januar | Januar | Januar | Januar | Januar |
| Kw     | Mo     | Di     | Mi     | Do     | Fr     | Sa     | So     |
| ------ | ------ | ------ | ------ | ------ | ------ | ------ | ------ |
| 52     |        |        |        |        |        |        | 1      |
| 1      | 2      | 3      | 4      | 5      | 6      | 7      | 8      |
| 2      | 9      | 10     | 11     | 12     | 13     | 14     | 15     |
| 3      | 16     | 17     | 18     | 19     | 20     | 21     | 22     |
| 4      | 23     | 24     | 25     | 26     | 27     | 28     | 29     |
| 5      | 30     | 31     |        |        |        |        |        |

| Februar | Februar | Februar | Februar | Februar | Februar | Februar | Februar |
| Kw      | Mo      | Di      | Mi      | Do      | Fr      | Sa      | So      |
| ------- | ------- | ------- | ------- | ------- | ------- | ------- | ------- |
| 5       |         |         | 1       | 2       | 3       | 4       | 5       |
| 6       | 6       | 7       | 8       | 9       | 10      | 11      | 12      |
| 7       | 13      | 14      | 15      | 16      | 17      | 18      | 19      |
| 8       | 20      | 21      | 22      | 23      | 24      | 25      | 26      |
| 9       | 27      | 28      |         |         |         |         |         |

| März | März | März | März | März | März | März | März |
| Kw   | Mo   | Di   | Mi   | Do   | Fr   | Sa   | So   |
| ---- | ---- | ---- | ---- | ---- | ---- | ---- | ---- |
| 9    |      |      | 1    | 2    | 3    | 4    | 5    |
| 10   | 6    | 7    | 8    | 9    | 10   | 11   | 12   |
| 11   | 13   | 14   | 15   | 16   | 17   | 18   | 19   |
| 12   | 20   | 21   | 22   | 23   | 24   | 25   | 26   |
| 13   | 27   | 28   | 29   | 30   | 31   |      |      |

| April | April | April | April | April | April | April | April |
| Kw    | Mo    | Di    | Mi    | Do    | Fr    | Sa    | So    |
| ----- | ----- | ----- | ----- | ----- | ----- | ----- | ----- |
| 13    |       |       |       |       |       | 1     | 2     |
| 14    | 3     | 4     | 5     | 6     | 7     | 8     | 9     |
| 15    | 10    | 11    | 12    | 13    | 14    | 15    | 16    |
| 16    | 17    | 18    | 19    | 20    | 21    | 22    | 23    |
| 17    | 24    | 25    | 26    | 27    | 28    | 29    | 30    |

| Mai | Mai | Mai | Mai | Mai | Mai | Mai | Mai |
| Kw  | Mo  | Di  | Mi  | Do  | Fr  | Sa  | So  |
| --- | --- | --- | --- | --- | --- | --- | --- |
| 18  | 1   | 2   | 3   | 4   | 5   | 6   | 7   |
| 19  | 8   | 9   | 10  | 11  | 12  | 13  | 14  |
| 20  | 15  | 16  | 17  | 18  | 19  | 20  | 21  |
| 21  | 22  | 23  | 24  | 25  | 26  | 27  | 28  |
| 22  | 29  | 30  | 31  |     |     |     |     |

| Juni | Juni | Juni | Juni | Juni | Juni | Juni | Juni |
| Kw   | Mo   | Di   | Mi   | Do   | Fr   | Sa   | So   |
| ---- | ---- | ---- | ---- | ---- | ---- | ---- | ---- |
| 22   |      |      |      | 1    | 2    | 3    | 4    |
| 23   | 5    | 6    | 7    | 8    | 9    | 10   | 11   |
| 24   | 12   | 13   | 14   | 15   | 16   | 17   | 18   |
| 25   | 19   | 20   | 21   | 22   | 23   | 24   | 25   |
| 26   | 26   | 27   | 28   | 29   | 30   |      |      |

| Juli | Juli | Juli | Juli | Juli | Juli | Juli | Juli |
| Kw   | Mo   | Di   | Mi   | Do   | Fr   | Sa   | So   |
| ---- | ---- | ---- | ---- | ---- | ---- | ---- | ---- |
| 26   |      |      |      |      |      | 1    | 2    |
| 27   | 3    | 4    | 5    | 6    | 7    | 8    | 9    |
| 28   | 10   | 11   | 12   | 13   | 14   | 15   | 16   |
| 29   | 17   | 18   | 19   | 20   | 21   | 22   | 23   |
| 30   | 24   | 25   | 26   | 27   | 28   | 29   | 30   |
| 31   | 31   |      |      |      |      |      |      |

| August | August | August | August | August | August | August | August |
| Kw     | Mo     | Di     | Mi     | Do     | Fr     | Sa     | So     |
| ------ | ------ | ------ | ------ | ------ | ------ | ------ | ------ |
| 31     |        | 1      | 2      | 3      | 4      | 5      | 6      |
| 32     | 7      | 8      | 9      | 10     | 11     | 12     | 13     |
| 33     | 14     | 15     | 16     | 17     | 18     | 19     | 20     |
| 34     | 21     | 22     | 23     | 24     | 25     | 26     | 27     |
| 35     | 28     | 29     | 30     | 31     |        |        |        |

| September | September | September | September | September | September | September | September |
| Kw        | Mo        | Di        | Mi        | Do        | Fr        | Sa        | So        |
| --------- | --------- | --------- | --------- | --------- | --------- | --------- | --------- |
| 35        |           |           |           |           | 1         | 2         | 3         |
| 36        | 4         | 5         | 6         | 7         | 8         | 9         | 10        |
| 37        | 11        | 12        | 13        | 14        | 15        | 16        | 17        |
| 38        | 18        | 19        | 20        | 21        | 22        | 23        | 24        |
| 39        | 25        | 26        | 27        | 28        | 29        | 30        |           |

| Oktober | Oktober | Oktober | Oktober | Oktober | Oktober | Oktober | Oktober |
| Kw      | Mo      | Di      | Mi      | Do      | Fr      | Sa      | So      |
| ------- | ------- | ------- | ------- | ------- | ------- | ------- | ------- |
| 39      |         |         |         |         |         |         | 1       |
| 40      | 2       | 3       | 4       | 5       | 6       | 7       | 8       |
| 41      | 9       | 10      | 11      | 12      | 13      | 14      | 15      |
| 42      | 16      | 17      | 18      | 19      | 20      | 21      | 22      |
| 43      | 23      | 24      | 25      | 26      | 27      | 28      | 29      |
| 44      | 30      | 31      |         |         |         |         |         |

| November | November | November | November | November | November | November | November |
| Kw       | Mo       | Di       | Mi       | Do       | Fr       | Sa       | So       |
| -------- | -------- | -------- | -------- | -------- | -------- | -------- | -------- |
| 44       |          |          | 1        | 2        | 3        | 4        | 5        |
| 45       | 6        | 7        | 8        | 9        | 10       | 11       | 12       |
| 46       | 13       | 14       | 15       | 16       | 17       | 18       | 19       |
| 47       | 20       | 21       | 22       | 23       | 24       | 25       | 26       |
| 48       | 27       | 28       | 29       | 30       |          |          |          |

| Dezember | Dezember | Dezember | Dezember | Dezember | Dezember | Dezember | Dezember |
| Kw       | Mo       | Di       | Mi       | Do       | Fr       | Sa       | So       |
| -------- | -------- | -------- | -------- | -------- | -------- | -------- | -------- |
| 48       |          |          |          |          | 1        | 2        | 3        |
| 49       | 4        | 5        | 6        | 7        | 8        | 9        | 10       |
| 50       | 11       | 12       | 13       | 14       | 15       | 16       | 17       |
| 51       | 18       | 19       | 20       | 21       | 22       | 23       | 24       |
| 52       | 25       | 26       | 27       | 28       | 29       | 30       | 31       |

## Ereignisse

### Politik und Weltgeschehen

#### Großer Nordischer Krieg

Marschroute der Truppen Armfeldts 1718–19 (Daten auf der Karte julianisch)

- 12. Januar: Die schwedische Armee unter General Carl Gustaf Armfeldt bricht die Belagerung von Trondheim ab. Anlass ist die Nachricht vom Tod König Karls XII. während der Belagerung von Frederikshald, die mit einmonatiger Verspätung eintrifft. Doch schon vorher hat sich gezeigt, dass die Belagerung ohne Belagerungswaffen keinen Erfolg verspricht und aufgrund von Krankheiten ist die kampffähige Truppe bereits auf nur 4000 Mann geschrumpft. Armfeldt beginnt den Rückzug in Richtung Schweden. Als die Armee das Öyfjell überquert, zieht ein so heftiger Schneesturm auf, dass 3700 der 5800 Mann starken Armee erfrieren. Dies geht als der Todesmarsch der Karoliner in die Geschichte ein.

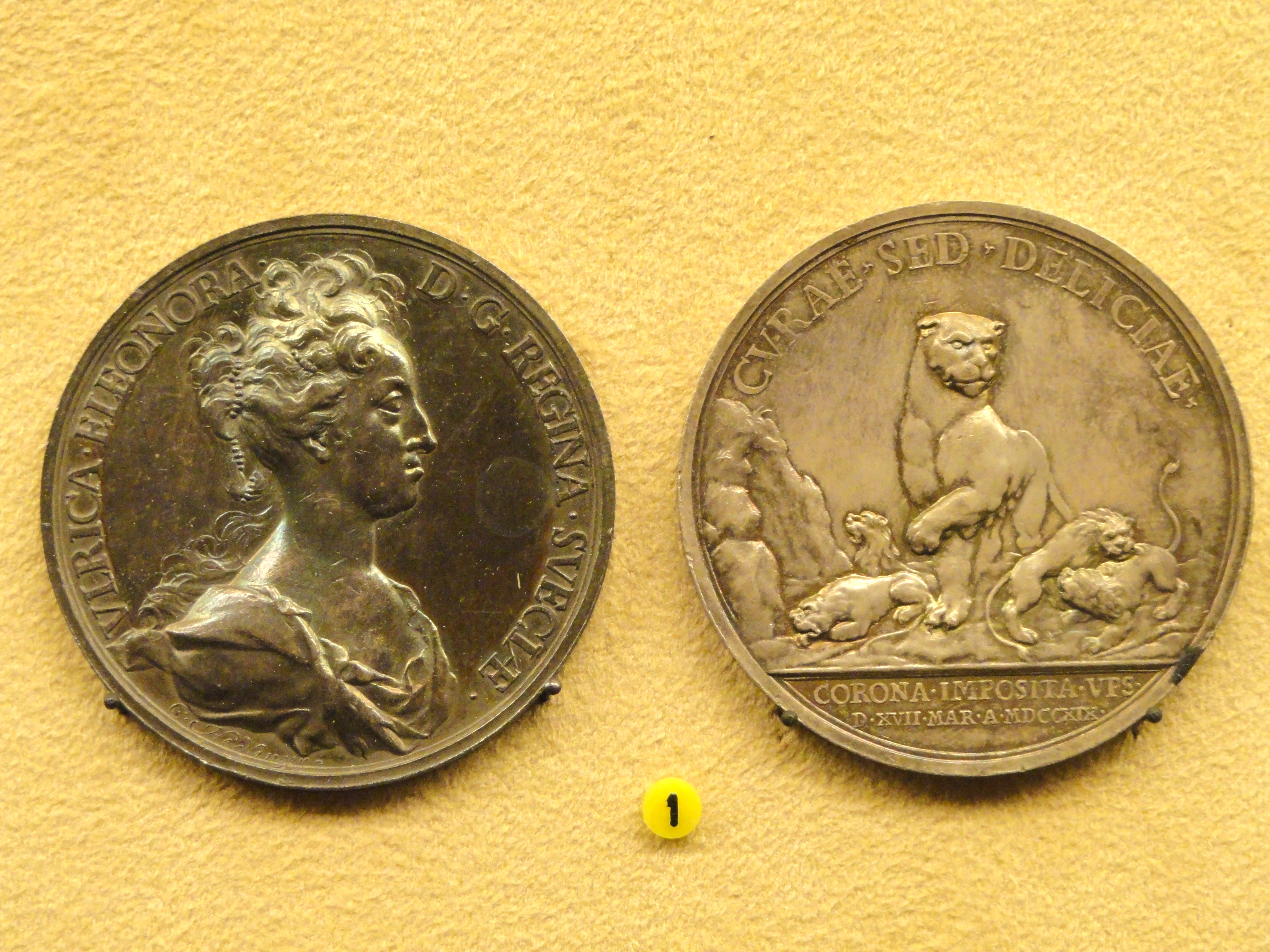
Münze anlässlich der Krönung Ulrika Eleonores

- 23. Januar: Karls Schwester Ulrika Eleonore wird zur Königin von Schweden gewählt und am 17. März in Uppsala gekrönt. Für ihre Wahl hat sie aber einer Reichsreform zustimmen müssen, die die Macht in die Hände des Reichstages legt. Dieser widersetzt sich einer Regierungsbeteiligung von Ulrika Leonores Ehemann Friedrich von Hessen-Kassel.
- Georg Heinrich von Görtz, ehemaliger Minister Karls XII., wird in einer Scheinverhandlung wegen Hochverrats und „falschen Ratschlags“ zum Tode verurteilt und am 19. Februar enthauptet.
- 24. Mai: Die russische Flotte erringt unter Naum Akimowitsch Senjawin ihren ersten Sieg in offener Seeschlacht in der Nähe der Insel Saaremaa gegen Schweden. Der Kommandeur des schwedischen Verbandes, Anton Johan Wrangel, gerät dabei in Gefangenschaft.
- 27. Mai: Russland und Schweden nehmen die Verhandlungen in Aland wieder auf. Die schwedische Abordnung ist unter der Führung von Graf Johan Paulinus Lillienstedt. Die russische Delegation wird von Heinrich Johann Friedrich Ostermann und General Jacob Daniel Bruce geleitet.

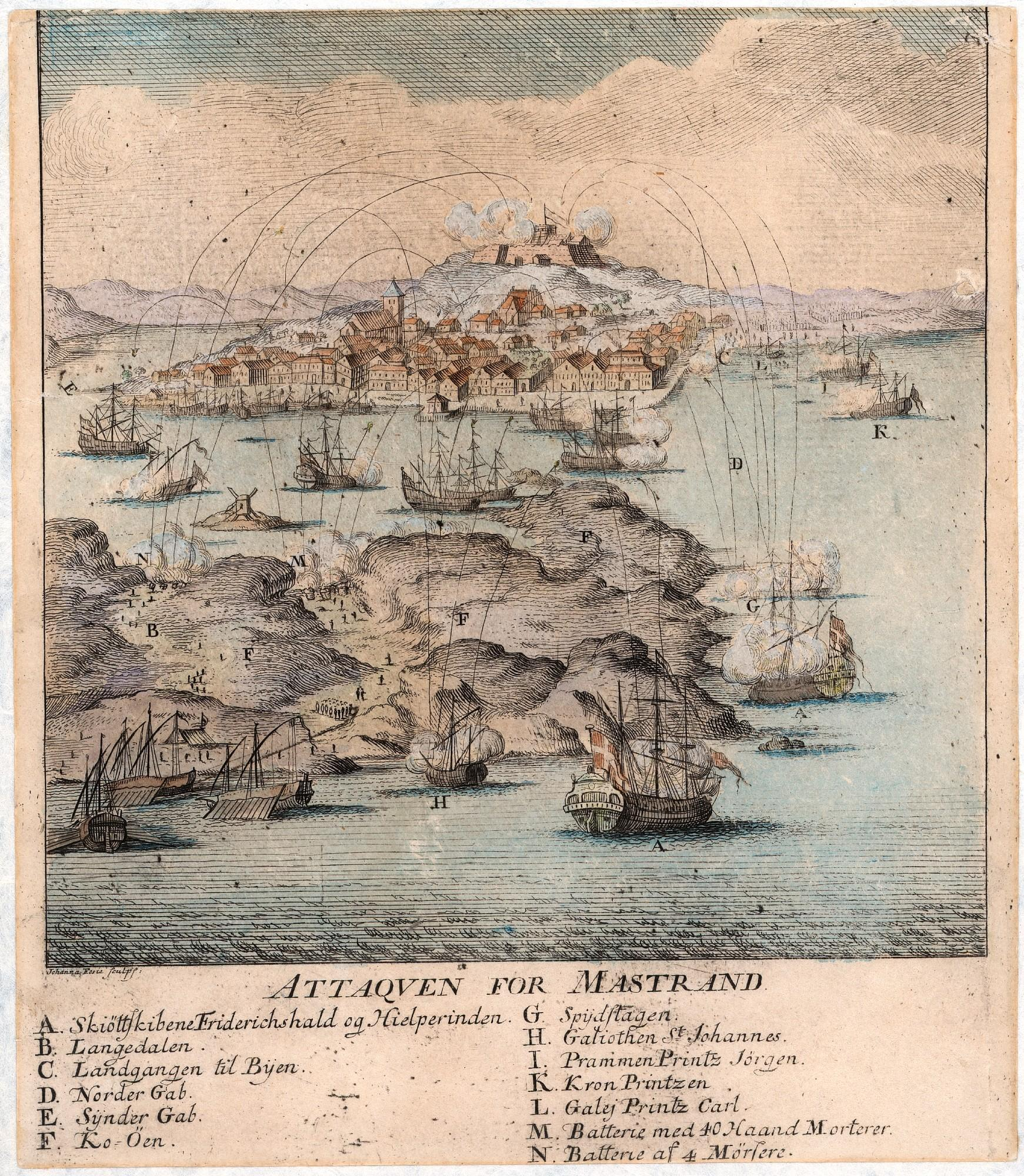
Angriff auf Marstrand und die Festung Carlsten

- 11. bis 15. Juli: Dem dänischen Kapitän Peter Wessel Tordenskiold gelingt die Eroberung von Marstrand und der Festung Carlsten. In Schweden wird die Übergabe der Festung als feiger Akt gewertet und der Festungskommandant Henrich Danckwart dafür zum Tode verurteilt und am 16. September hingerichtet.

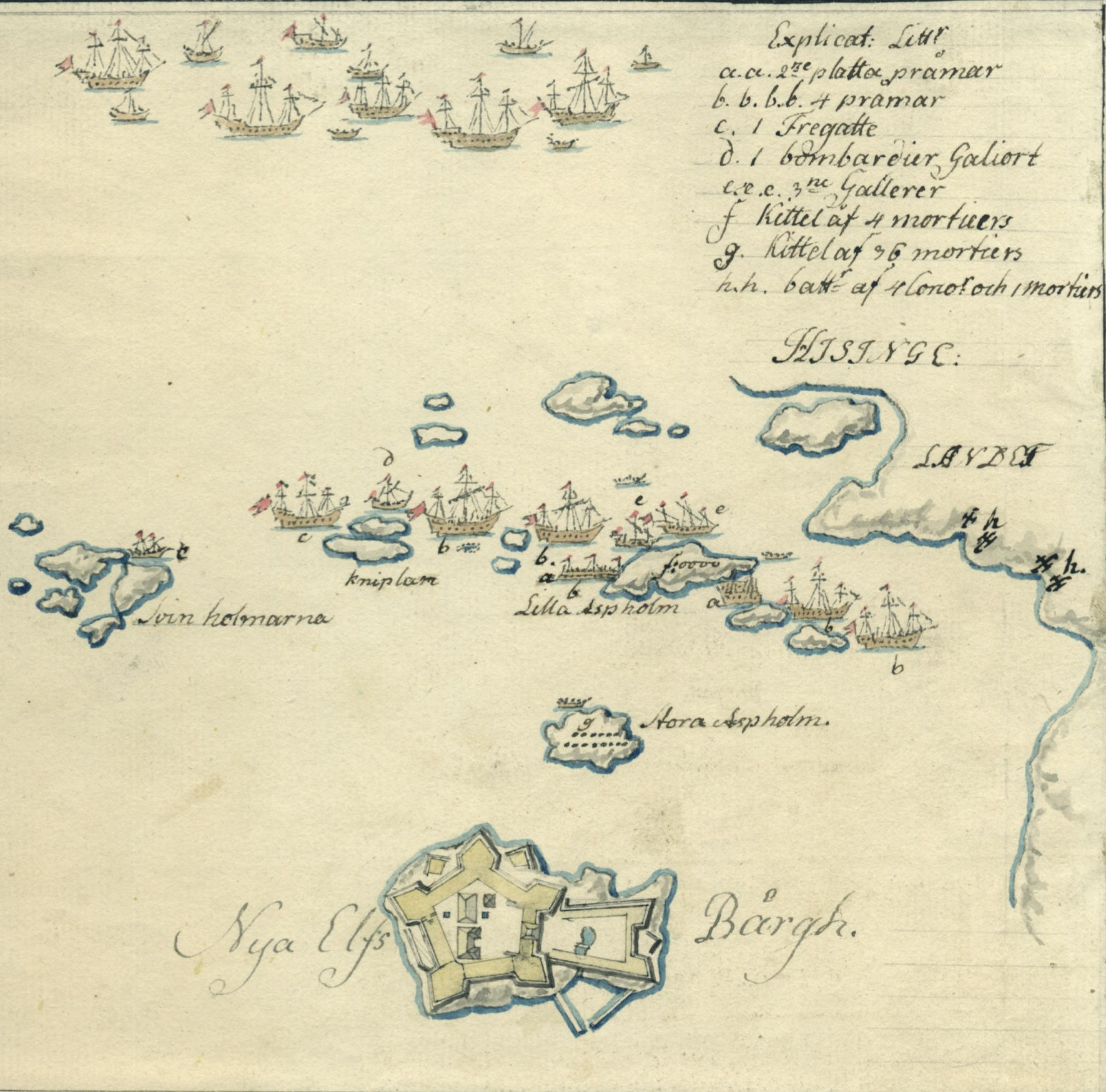
Karte des Angriffs auf Nya Elfsborg

- 21. Juli: Peter Wessel Tordenskiold versucht vergeblich, die Festung Nya Elfsborg zu zerstören sowie den Hafen von Göteborg und Göteborg selbst zu erobern.
- August: Russische Verwüstungen in Schweden 1719 bis 1721: Zahlreiche Angriffe der russischen Galeerenflotte unter Fjodor Matwejewitsch Apraxin verbreiten Unruhe an der Ostseeküste Schwedens. 13 Städte, 361 Dörfer und 441 adlige Güter werden bis auf den Grund niedergebrannt. Gleichzeitig erfolgt eine Landung südlich und nördlich von Stockholm. An der Operation sind 20 Linienschiffe, einige hundert Ruderschiffe sowie 26.000 Mann Landungstruppen beteiligt. Im Verlauf der Invasion werden acht größere Städte zerstört, darunter die zu diesem Zeitpunkt zweitgrößte schwedische Stadt Norrköping.
- 13. August: Im Gefecht bei Södra Stäket siegt Schweden unter Rutger Fuchs über die überlegene russische Flotte Fjodor Matwejewitsch Apraxins. Die unmittelbare Gefahr für Stockholm ist damit gebannt.
- Oktober: Die russische Delegation bricht die russisch-schwedischen Verhandlungen ab, da Schweden sich weigert Livland und Riga an Russland abzutreten.
- Am 7. November (jul.) wird zwischen Schweden und Polen ein geheimer Vertrag unterzeichnet, der den Frieden von Oliva bestätigt. August der Starke löst die Allianz mit Peter I. auf. Im Januar hat August sich mit Österreich und Großbritannien verbündet, die ihm Hilfe gegen einen Angriff Russlands auf Polen-Litauen zusicherten. Ulrika Eleonore erkannte ihn als König von Polen an.

Abbild der letzten Seite des Präliminarfriedens zu Stockholm zwischen Hannover-Großbritannien und Schweden

- 22. November: Durch Vermittlung des Briten John Carteret in Stockholm schließt Schweden einen Präliminarfrieden mit dem Kurfürstentum Hannover und Großbritannien. In der Folge überlässt Königin Ulrika I. Eleonore den Deutschen gegen den Erhalt von 1 Million schwedischen Reichstalern die Herzogtümer Bremen und Verden.
- November: Auch Dänemark stellt die Kampfhandlungen mit Schweden ein.

#### Krieg der Quadrupelallianz
Spanien

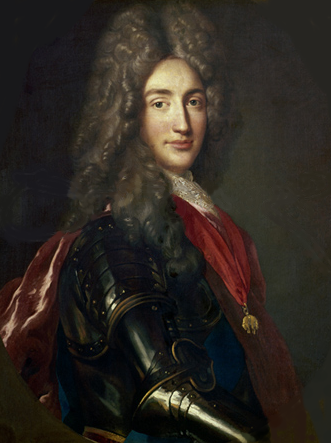
James Fitzjames

- April: Unter der Führung von James Fitzjames, 1. Duke of Berwick, marschiert ein französisches Heer über die Pyrenäen ins Baskenland und Katalonien ein und erobert Fuenterrabia, La Seu d’Urgell und San Sebastián. Danach werden die Angreifer jedoch von den Spaniern unter Elisabeth Farnese abgewehrt. Im November müssen sie sich wegen Krankheiten und der schlechten Versorgungslage wieder zurückziehen.
- August: Nachdem auch die Niederlande in den Krieg der Quadrupelallianz eingetreten sind, bemüht sich Spanien, den Verhandlungsweg einzuschlagen.

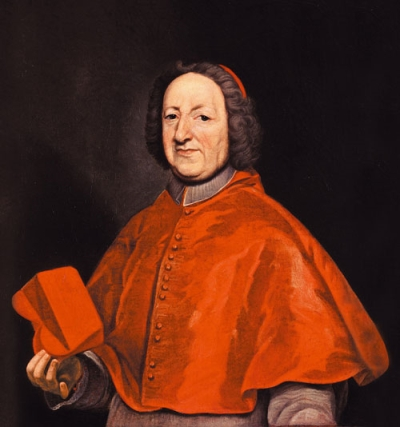
Giulio Kardinal Alberoni

- 5. Dezember: Kardinal Giulio Alberoni, spanischer Ministerpräsident, wird von all seinen Ämtern entbunden und aufgefordert, binnen drei Wochen das Land zu verlassen. Er begibt sich nach Italien, wo er aber von Papst Clemens XI. mit einem Prozess bedroht wird.

Schottland
- Anfang des Jahres: Nach der Kriegserklärung Frankreichs an Spanien übersiedelt der jakobitische Exilhof des britischen Thronprätendenten James Francis Edward Stuart nach Rom.

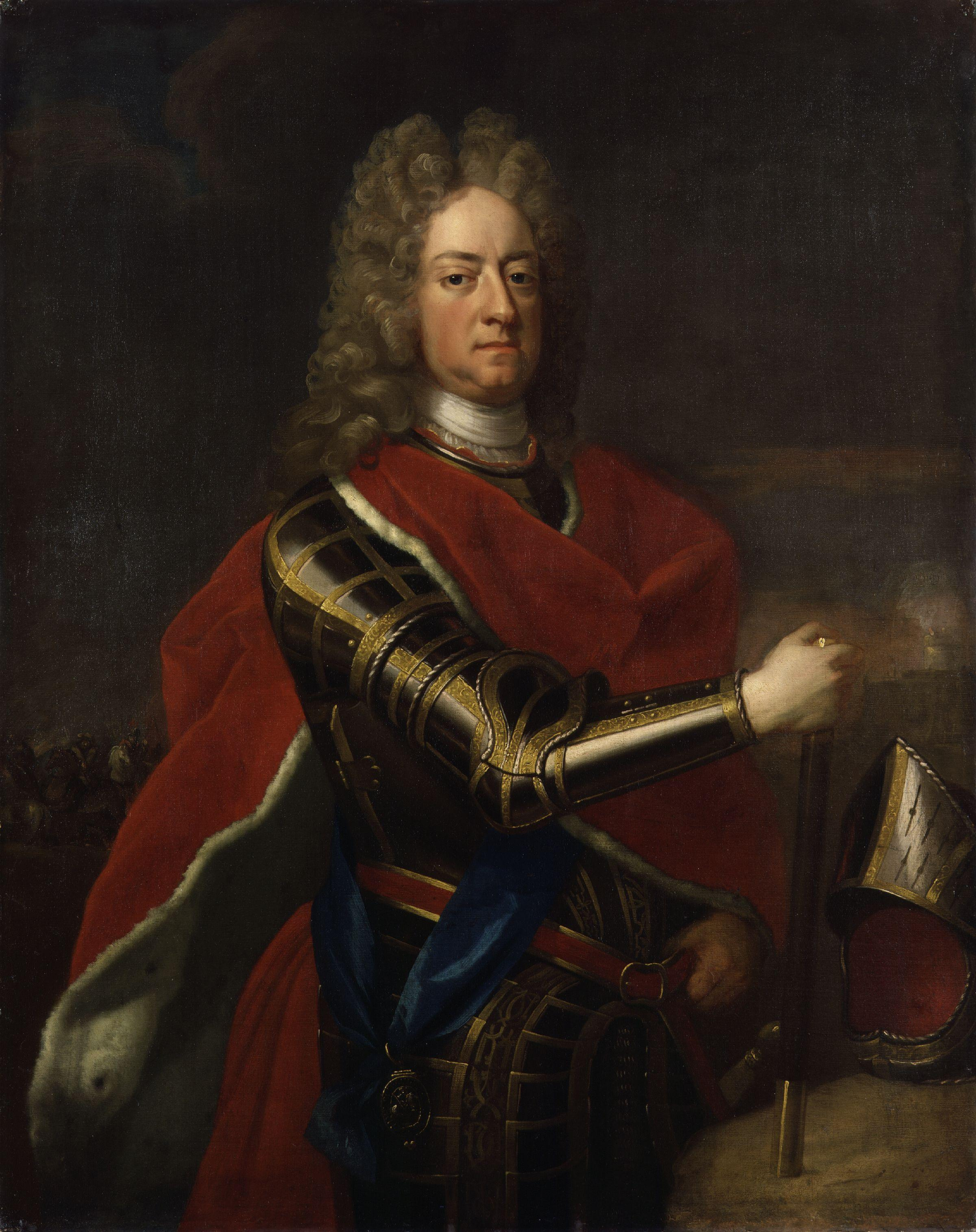
James Butler, 2. Duke of Ormonde

- 6. März: Mit Hilfe des spanischen Ministerpräsidenten Giulio Alberoni versucht der irische Adelige James Butler, 2. Duke of Ormonde, einen neuerlichen Aufstand der Jakobiten in Schottland gegen König George I. anzuzetteln. Die Flotte scheitert jedoch bereits nach der Abfahrt aus Cádiz in der Biskaya durch dortige Frühjahrsstürme.
- Einen Monat später verlässt eine weitere Flotte unter dem Befehl von George Keith, 9. Earl Marischal, den Hafen von La Coruña. Sie landet bei Eilean Donan Castle und besetzen dieses. Da eine umfangreichere Unterstützung von Spanien jedoch ausbleibt, kommt es nicht zu einem größeren Aufstand der Highlander. Am 10. Mai erleidet die kleine Schar der Jakobiten eine Niederlage gegen britische Truppen, die die Burg zurückerobern und diese sprengen.
- 10. Juni: In der Schlacht bei Glen Shiel erleiden die Aufständischen eine entscheidende Niederlage. George und sein Bruder James Keith fliehen nach Frankreich. Im Gegenzug rüstet Großbritannien eine Flotte, die im Oktober nach Galicien segelt.

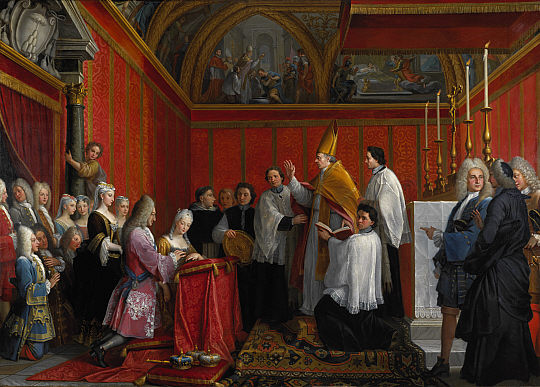
Die Heirat von James Francis Edward Stuart mit Maria Clementina Sobieska

- 3. September: James Francis Edward Stuart heiratet in Montefiascone die polnische Prinzessin Maria Clementina Sobieska. Großbritannien hat die Eheschließung mit österreichischer Hilfe bis zum Schluss mit allen Mitteln zu verhindern gesucht.

Sizilien

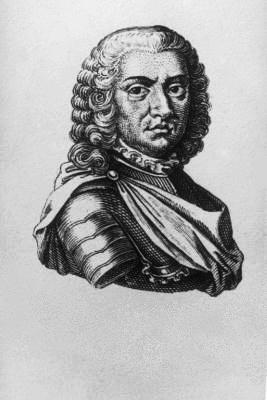
Florimund Claudius, Graf Mercy

- April: Claudius Florimund Mercy erhält den Oberbefehl der habsburgischen Truppen in Sizilien.
- 20. Juni: Juan Francisco de Bette kann einen Angriff der österreichischen Einheiten auf die spanischen Stellungen in der Schlacht bei Francavilla zurückschlagen. Francavilla di Sicilia bleibt vorläufig in spanischer Hand.
- 30. Juni: Die Österreicher erobern Taormina und marschieren weiter nach Messina, das am 20. Juli kapituliert. Wenig später beginnt die Belagerung von Palermo.
- Ende des Jahres: Johann Hieronymus von und zum Jungen löst den verletzten Claudius Florimund Mercy als Oberbefehlshaber der habsburgischen Truppen ab.

Amerikanische Kolonien
- Französische Einheiten erobern Pensacola in der Spanischen Kolonie Florida.

#### Heiliges Römisches Reich
- 23. Januar: Kaiser Karl VI. erhebt die beiden Grafschaften Vaduz und Schellenberg des Grafen Anton Florian von Liechtenstein zu einem Fürstentum unter dem Namen Liechtenstein.

#### Nordamerika
- 5. Juni: James Knight, ehemaliger Gouverneur der Hudson’s Bay Company, sticht mit zwei Schiffen und 40 Mann Besatzung von Gravesend aus in See, um die Nordwestpassage zu suchen. Da er sich mit seinem Nachfolger bei der HBC, Henry Kelsey, überworfen hat – er beschuldigte Kelsey der Unterschlagung –, untersagt dieser ihm, während seiner Reise mit einer Station der HBC in Kontakt zu treten. Daher sucht er sich einen geschützten Hafen an der Ostspitze von Marble Island für die erste Überwinterung aus, wo die Mannschaft mit einem Inuitdorf Handel treibt. Über den weiteren Verbleib der Expedition ist nichts bekannt.
- Auf der Île Royale wird die französische Siedlung Louisbourg gegründet.

#### Asien
- Die Cailaco-Rebellion in Timor beginnt. Liurais von etwa einem Dutzend Reichen aus den beiden timoresischen Provinzen treffen sich in Camenaça, um ein Bündnis zu schließen. Ziel ist es, die Portugiesen und das Christentum insgesamt von der Insel zu vertreiben. Gouverneur Francisco de Melo e Castro muss nach Batavia fliehen und Kardinal Manuel de Santo António übernimmt interimistisch die Amtsgeschäfte.
- Farrukh Siyar, Großmogul von Indien, wird bei einer Palastintrige ermordet. Nachfolger wird Muhammad Shah.

### Wirtschaft

#### Spekulationsblasen
- Juni: Die Südseeblase, eine der ersten Spekulationsblasen, beginnt in England.
- Die Mississippi-Kompanie des John Law erwirbt die Rechte an der französischen Königlichen Münze. Die Mississippi-Blase gewinnt mit einer Aktien-Hausse an Fahrt. Die Spekulationsblase platzt im November.

#### Kolonialwirtschaft
- Kaiser Karl VI. gründet die Orientalische Kompanie zur Förderung des Merkantilismus im Reich. Ihre Aufgabe ist es, Produkte aus dem Habsburger Machtbereich in den europäischen Teil des osmanischen Reiches zu exportieren.
- Um das Anwachsen der schwarzen Population und damit das Risiko von Sklavenaufständen zu verringern, erhebt South Carolina einen Einfuhrzoll von 10 Pfund für Sklaven aus Afrika und von 30 Pfund für Sklaven von den British West Indies.

#### Zollfreigebiete
- Kaiser Karl VI. erklärt den Hafen Fiume ebenso wie den Hafen Triest zum Freihafen, womit die Bedeutung beider Städte stark wächst.

#### Unternehmensgründungen
- 27. Januar: Der Buchdrucker Bernhard Christoph Breitkopf heiratet in die alte Leipziger Druckereifamilie Müller ein. Das gilt als das Gründungsdatum des Musikverlags Breitkopf & Härtel.
- Die Montägliche Churer Zeitung erscheint erstmals.
- In Wien wird die Glockengießerei Scheichel gegründet.

#### Literatur

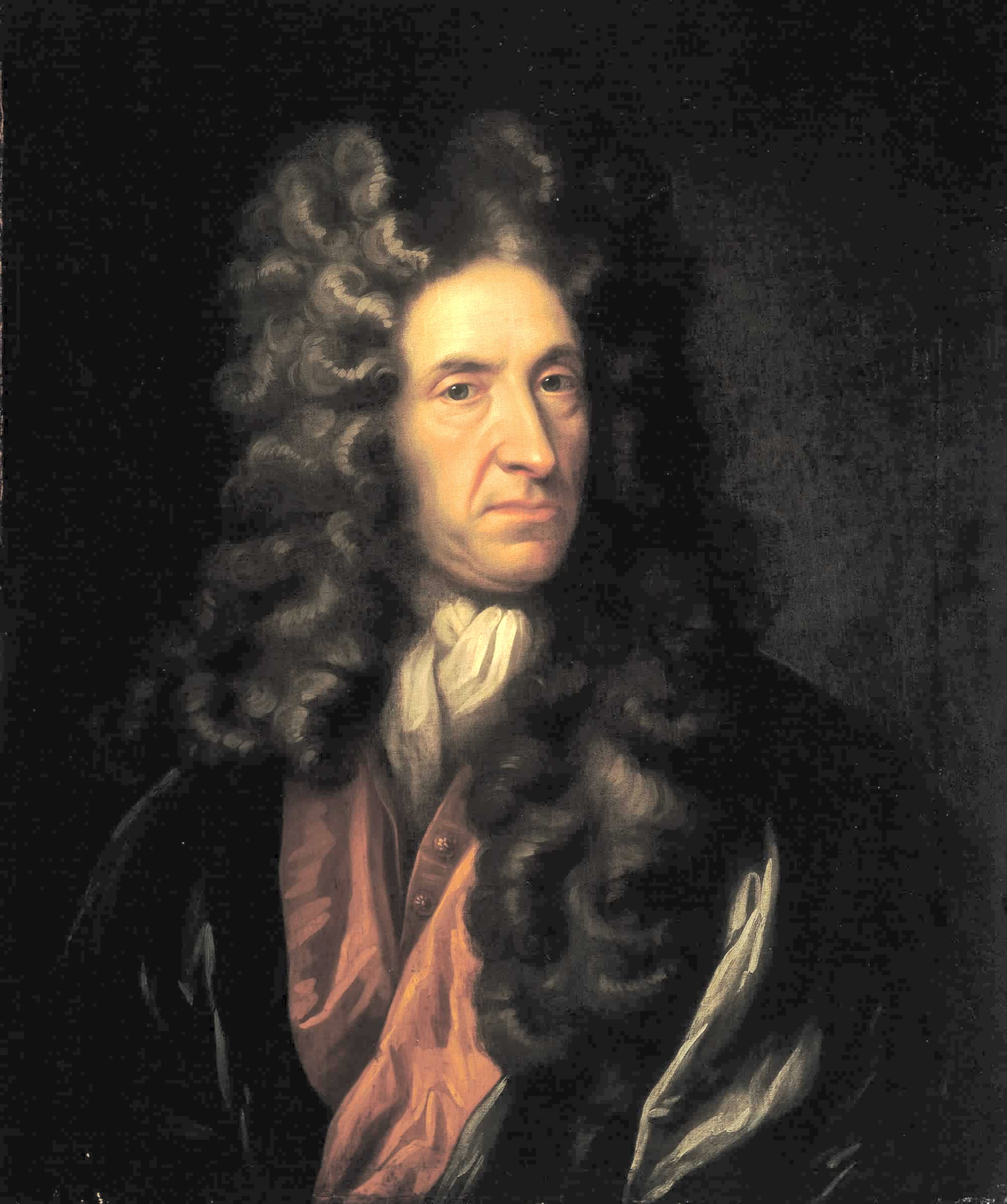
Daniel Defoe, Porträt aus dem 17./18. Jahrhundert

#### Sonstiges
- 26. September: Saturnusfest

### Kultur

#### Museen
- Die Kunstkammer, Russlands erstes Museum, wird eröffnet.

#### Musik und Theater
- 10. Januar: In der im Markgraftum Brandenburg-Bayreuth gelegenen Stadt Erlangen wird das Markgrafentheater eingeweiht, inzwischen das älteste bespielte Barocktheater in Süddeutschland.
- 22. Januar: Die Uraufführung des musikalischen Dramas Sofonisba von Leonardo Leo findet am Teatro San Bartolomeo in Neapel statt.
- 21. August: Die Uraufführung der Oper Sirita von Antonio Caldara findet in Wien statt.

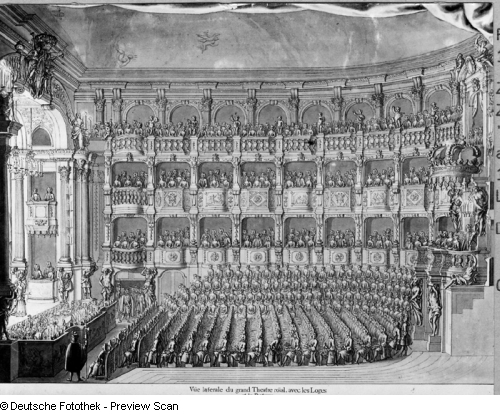
Der Zuschauerraum des Opernhauses am Zwinger

- 3. September: Mit der Oper Giovi in Argo von Antonio Lotti wird nach rund einjähriger Bauzeit das Opernhaus am Zwinger in Dresden eröffnet.
- 13. September: Anlässlich der Vermählung von Kurprinz Friedrich August II. mit Maria Josepha von Österreich am 20. August in Wien wird die Oper Teofane von Antonio Lotti nach einem Libretto von Stefano Pallavicini im neu eröffneten Opernhaus am Zwinger in Dresden uraufgeführt.
- 1. Advent: Die Kantate Machet die Tore weit von Georg Philipp Telemann gelangt in Eisenach zur Uraufführung.
- Unter der Schirmherrschaft von König George I. wird in London die Royal Academy of Music gegründet. Während Johann Jacob Heidegger die kaufmännische Leitung übernimmt, wird Georg Friedrich Händel musikalischer Leiter.

### Religion
- 13. Mai: Salesianerinnen beziehen das neue Kloster in Wien.

### Katastrophen
- 26. Juni: Der Große Christenbrand bricht in Frankfurt am Main aus und vernichtet binnen dreier Tage den Nordwesten der Reichsstadt mit etwa 400 Häusern.
- Unter Vizekönig Carmine Nicolao Caracciolo bricht im Vizekönigreich Peru eine Typhus-Epidemie aus, die bis 1720 bis zu 60.000 Menschenleben kostet.

## Geboren

### Erstes Halbjahr
- 03. Januar: Friedrich Karl Joseph von Erthal, Erzbischof von Mainz († 1802)
- 14. Januar: Daniel Nettelbladt, deutscher Jurist († 1791)
- 17. Januar: Johann Elias Schlegel, deutscher Dichter, Jurist und Dichtungstheoretiker († 1749)
- 17. Januar: Jean-Joseph Vadé, französischer Komponist und Schriftsteller († 1757)
- 24. Januar: Bernd Jakob von Arnim, preußischer Beamter und Numismatiker († 1797)
- 24. Januar: Heinrich Otto Duysing, deutscher evangelischer Theologe und Hochschullehrer († 1781)
- 15. Februar: Wilhelm Sebastian von Belling, preußischer Husarengeneral († 1779)
- 06. Februar: Ferdinand Christoph von Waldburg-Zeil, Fürstbischof von Chiemsee († 1786)
- 19. Februar: François de Théas Graf von Thoranc, französischer Offizier und Kunstsammler († 1794)
- 06. März: John Tarleton, britischer Kaufmann und Bürgermeister von Liverpool († 1773)
- 16. März: Georg Ludwig von Schleswig-Holstein-Gottorf, preußischer Generalleutnant und kaiserlich-russischer Generalfeldmarschall († 1763)
- 02. April: Johann Wilhelm Ludwig Gleim, deutscher Dichter († 1803)
- 02. April: Franz Anton Hillebrandt, österreichischer Architekt († 1797)
- 05. April: Fredrik Axel von Fersen, schwedischer General und Staatsmann († 1794)
- 07. Mai: Gottfried Schütze, deutscher Pädagoge, Bibliothekar und evangelischer Theologe († 1784)
- 17. Mai: Bjarni Pálsson, isländischer Arzt und Aufklärer († 1779)
- 28. Juni: Étienne-François de Choiseul, französischer Staatsmann († 1785)

### Zweites Halbjahr
- 02. Juli: Goswin Lubbert von Ketteler zu Harkotten, Domherr in Münster († 1775)
- 07. Juli: Johann Karl von Herberstein, Bischof von Laibach († 1787)
- 19. Juli: Michael Gottlieb Agnethler, Siebenbürger Naturwissenschaftler und Numismatiker († 1752)
- 04. August: Johann Gottlob Lehmann, deutscher Mineraloge und Geologe († 1767)
- 16. August: Johann Friedrich Hirt, deutscher evangelischer Theologe und Orientalist († 1783)
- 20. August: Charles-François de Broglie, französischer Diplomat († 1781)
- 20. August: Christian Mayer, deutscher Experimentalphysiker, Astronom, Geodät, Kartograph und Meteorologe († 1783)
- 25. August: Charles-Amédée-Philippe van Loo, französischer Maler († 1795)
- 26. August: Johann Gottfried Sammet, deutscher Jurist und Hochschullehrer († 1796)
- 03. September: Ferdinand Zellbell, schwedischer Komponist († 1780)
- 04. September: Johann Conrad Seekatz, deutscher Maler († 1768)
- 10. September: Johann Wilhelm Baumer, deutscher Physiker, Mediziner und Mineraloge († 1788)
- 21. September: Larcum Kendall, britischer Uhrmacher († 1790)
- 21. September: Ferdinand Graf Tige, österreichischer General der Kavallerie und Hofkriegsratspräsident († 1811)
- 23. September: Johann Baptist Wenzel Bergl, österreichischer Maler († 1789)
- 24. September: Johann Gottlob Werner, deutscher evangelischer Theologe († 1781)
- 27. September: Barbara Campanini, italienische Balletttänzerin († 1799)
- 27. September: Abraham Gotthelf Kästner, deutscher Mathematiker († 1800)
- 13. Oktober: Maurizio Pedetti, italienischer Architekt († 1799)
- 17. Oktober: David Fels-Zollikofer, Schweizer evangelischer Geistlicher († 1794)
- 20. Oktober: Gottfried Achenwall, deutscher Historiker und Jurist, Begründer der modernen Statistik († 1772)
- 05. November: Jordan Simon, deutscher katholischer Theologe († 1776)
- 11. November: Rambaldo degli Azzoni Avogaro, italienischer katholischer Geistlicher, Heimatforscher und Numismatiker († 1790)
- 14. November: Leopold Mozart, deutscher Komponist und Musiker, Vater von Wolfgang Amadeus Mozart († 1787)
- 17. November: Marie Marguerite Bihéron, französische Künstlerin sowie Zeichnerin und Bildnerin von anatomischen Wachspräparaten († 1795)
- 23. November: Johann Gottlob Immanuel Breitkopf, deutscher Musikverleger und Typograf († 1794)
- 30. November: Augusta von Sachsen-Gotha-Altenburg, Princess of Wales und Mutter des britischen Königs George III. († 1772)
- 15. Dezember: Ludwig IX., Landgraf von Hessen-Darmstadt († 1790)
- 25. Dezember: Marie Elisabeth von Ahlefeldt, Konventualin und Hofdame der Prinzessin Louise von Dänemark und Norwegen († 1769)
- 27. Dezember: Johann Stapfer, Schweizer evangelischer Geistlicher und Hochschullehrer († 1801)
- 000Dezember: Johann Christoph Altnikol, deutscher Komponist und Organist († 1759)

### Genaues Geburtsdatum unbekannt
- Joseph Abenthung, Tiroler Baumeister und Stuckateur († 1803)
- Katharina Magdalena Brückner, deutsche Schauspielerin († 1804)
- Christoph Andreas Mangold, deutscher Gelehrter, Mediziner und Chemiker, Professor für Anatomie, Chemie und Philosophie an der Universität Erfurt († 1767)
- Josep Antoni Martí, spanischer Komponist († 1763)
- Porporino, deutsch-italienischer Sänger († 1783)
- Juan José de Vértiz y Salcedo, spanischer Politiker und Vizekönig des Río de la Plata († 1799)
- Takebe Ayatari, japanischer Dichter und Maler († 1774)
- Otto Bernhard Verdion, deutscher Hofbeamter, Schriftsteller und Rittergutsbesitzer († 1800)

### Geboren um 1719
- Thomas Jefferys, englischer Geograph, Kartograph, Kupferstecher, Buchhändler, Verleger und Drucker († 1771)

## Gestorben

### Januar bis April
- 03. Januar: Wenzel Norbert Octavian Graf Kinsky, böhmischer Statthalter und Appellationspräsident (* 1642)
- 14. Januar: Lorenz Luidl, bayerischer Bildhauer (* um 1645)
- 17. Januar: Sophie Amalie Moth, Mätresse des dänisch-norwegischen Königs Christian V., Gräfin von Samsø (* 1654)
- 18. Januar: Antoine Léger der Jüngere, Schweizer evangelischer Geistlicher und Hochschullehrer (* 1652)
- 31. Januar: Þormóður Torfason, isländischer Historiker in dänischen Diensten (* 1636)
- 14. Februar: Philipp Karl von Wylich und Lottum, preußischer Generalfeldmarschall (* 1650)
- 19. Februar: Georg Heinrich von Görtz, holsteinisch-schwedischer Politiker (* 1668)
- 23. Februar: Bartholomäus Ziegenbalg, deutscher evangelischer Missionar (* 1682)
- 27. Februar: Johann Ernst, gefürsteter Graf zu Nassau-Weilburg und kaiserlicher Generalfeldmarschall (* 1664)
- 28. Februar: Boris Petrowitsch Scheremetew, russischer Feldmarschall (* 1652)
- 28. Februar: Farrukh Siyar, Großmogul von Indien (* 1683)
- 01. März: Richard Ingoldesby, englischer Armee-Offizier
- 08. März: Franz Ehrenreich von Trauttmannsdorff, österreichischer Diplomat und Politiker (* 1662)
- 11. März: Pierre Seignette, französischer Arzt und Apotheker (* 1660)
- 13. März: Johann Friedrich Böttger, deutscher Alchimist (* 1682)
- 21. März: Jean-Baptiste Alexandre Le Blond, französisch-russischer Architekt und Gartenarchitekt (* 1679)
- 28. März: Johann Anton Gumpp, österreichischer Maler (* 1654)
- 02. April: Nikolaus Wilhelm Goddaeus, landgräflich-hessischer Jurist, Verwaltungsbeamter und Kanzler der landgräflichen Regierung (* 1646)
- 09. April: Gustav Heinrich von Müller, schwedischer Freiherr, Gesandter und Hofkanzler (* 1664)
- 15. April: Françoise d’Aubigné, Marquise de Maintenon, Mätresse und spätere Gemahlin Ludwigs XIV. von Frankreich (* 1635)
- 21. April: Franz Köck, österreichischer Orgelbauer (* 1661)

### Mai bis August
- 03. Mai: Pierre Le Gros der Jüngere, französischer Bildhauer in Rom (* 1666)
- 07. Mai: Sebastiano Bombelli, venezianischer Maler (* 1635)
- 000Mai: Anne Marguerite Petit Du Noyer, französische Journalistin (* 1663)
- 06. Juni: Leonhard Christoph Sturm, deutscher Schriftsteller, Architekturtheoretiker und Baumeister (* 1669)
- 11. Juni: Johann Abraham Schmierer, deutscher Komponist (* 1661)
- 17. Juni: Joseph Addison, britischer Schriftsteller und Politiker (* 1672)
- 26. Juni: Friedrich Wilhelm I., Herzog von Schleswig-Holstein-Sonderburg-Beck (* 1682)
- 16. Juli: Meinhard von Schomberg, deutsch-französisch-englischer General und Heerführer (* 1641)
- 21. Juli: Robert Clicquot, französischer Orgelbauer (* um 1645)
- 21. Juli: Marie Louise Élisabeth d’Orléans, Herzogin von Berry (* 1695)
- 22. Juli: Heneage Finch, 1. Earl of Aylesford, britischer Adeliger und Politiker (* um 1649)
- 26. Juli: Hyacinth Petit, deutscher Weihbischof (* 1680)
- 02. August: Karol Stanisław Radziwiłł, polnischer Magnat und Großkanzler von Litauen (* 1669)
- 03. August: Johann Philipp von Greiffenclau zu Vollraths, Fürstbischof von Würzburg (* 1652)
- 18. August: Heinrich von Cocceji, Professor für Natur- und Völkerrecht an den Universitäten in Heidelberg, Utrecht und Frankfurt/Oder (* 1644)
- 19. August: Carl Hildebrand von Canstein, brandenburgischer Hofbeamter und Stifter der Cansteinschen Bibelanstalt, der ältesten Bibelgesellschaft der Welt (* 1667)

### September bis Dezember
- 03. September: Johann Heinrich May der Ältere, deutscher lutherischer Theologe, Philologe und Historiker (* 1653)
- 04. September: Heinrich Hiller, Bürgermeister von St. Gallen (* 1633)
- 06. September: Carlo Cignani, italienischer Maler (* 1628)
- 07. September: John Harris, englischer Geistlicher und Mathematiker (* 1666)
- 11. September: Domenico Martinelli, italienischer Architekt, der auch in Wien tätig war (* 1650)
- 14. September: Johann Gallus Hügel, deutscher Steinmetzmeister und Bildhauer (* 1664)
- 20. September: Jan Weenix, niederländischer Maler (* 1642)
- 21. September: Johann Heinrich Acker, deutscher Theologe und Schriftsteller (* 1647)
- 22. September: Frans Burman, niederländischer reformierter Theologe (* 1671)
- 22. September: Magdalena Sibylla von Schleswig-Holstein-Gottorf, Herzogin zu Mecklenburg-Güstrow (* 1631)
- 26. September: Anton Matthäus IV., niederländischer Rechtswissenschaftler (* 1672)
- 27. September: Franz Daniel Pastorius, deutscher Jurist und Schriftsteller (* 1651)
- 29. September: Jean Orry, französischer Ökonom, der in Spanien die Staatsverwaltung reformierte (* 1652)
- 14. Oktober: Arnold Houbraken, niederländischer Maler und Kunstschriftsteller (* 1660)
- 31. Oktober: Domenico Piazoll, österreichischer Stuckateur (* um 1645)
- 07. November: Johann Joseph Seyler, deutscher Pädagoge und evangelischer Theologe (* 1669)
- 08. November: Michel Rolle, französischer Mathematiker (* 1652)
- 13. November: Georg Johann Mattarnovi, preußisch-russischer Architekt (* 1677)
- 19. November: Hans Georg Mozart, deutscher Maurermeister und Werkmeister am Augsburger Domkapitel (* 1647)
- 30. November: Johann Friedrich Karg von Bebenburg, kurkölnischer Obristkanzler und Premierminister (* 1648)
- 30. November: Heinrich Hartard von Rollingen, Fürstbischof von Speyer und Fürstpropst von Weißenburg (* 1633)
- 30. November: Yamamoto Tsunetomo, japanischer Samurai und Autor (* 1659)
- 08. Dezember: Ulrik Christian Gyldenløve, dänischer Admiral (* 1678)
- 12. Dezember: Heinrich Papen, deutscher Bildschnitzer und Bildhauer (* 1644/45)
- 25. Dezember: Benedetto Vinaccesi, italienischer Komponist und Organist (* um 1666)
- 31. Dezember: John Flamsteed, englischer Astronom (* 1646)

### Genaues Todesdatum unbekannt
- Caterina di Balbiano, piemontesische Adelige, Madame de Brandebourg (* 1670)
- Devlet II. Giray, Khan der Krim-Tataren (* 1648)
- Benjamin Hornigold, britischer Freibeuter und Piratenjäger
- Maria Sophia Schellhammer, deutsche Köchin und Schriftstellerin (* 1647)
- William Talman, englischer Architekt (* 1650)

### Gestorben um 1719
- Francesco Antonio Urio, italienischer Komponist (* um 1631)